# Парниковый эффект (фильм)
«Парниковый эффект» — российский художественный фильм.

## Сюжет
Фильм повествует о встрече подростка-беспризорника Эрнеста, который живёт в парнике и подрабатывает на вокзале «немым», и провинциальной девушки Риты, у которой на вокзале украли чемодан с деньгами, документами и адресом «жениха», от которого она ждёт ребёнка. Немой помогает Рите не пропасть в Москве. Они находят дом жениха, но оказывается, что тот обманул Риту, дав ей неверный адрес. Желая помочь Рите, Немой совершает ограбление магазина, его арестовывают. На деньги, похищенные Немым, Рита уезжает в Грецию, где поселяется в доме умерших дедушки и бабушки Грека — умершего приятеля Немого, и ждёт освобождения друга из колонии.

## В ролях
| Актёр                  | Роль                                                    |
| ---------------------- | ------------------------------------------------------- |
| Елена Полякова         | Рита                                                    |
| Александр Якин         | Эрнест, «Немой»                                         |
| Александр Коршунов     | доктор                                                  |
| Ирина Лосева           | медсестра Марина                                        |
| Игорь Петрусенко       | Лёха, работник обсерватории                             |
| Павел Семинихин        | лейтенант милиции                                       |
| Анна Фроловцева        | баба Паша                                               |
| Евгений Харланов       | Грек                                                    |
| Ольга Берёзкина        | Надя, землячка Риты                                     |
| Андрей Халимон         | Андрей, работник автомойки (Озвучил Алексей Костричкин) |
| Константин Стрельников | охранник в магазине одежды                              |
| Станислав Житарев      | завхоз                                                  |
| Лариса Наумкина        | врач                                                    |
| Александр Фёдоров      | попутчик                                                |

## Съёмочная группа
- Автор сценария: Олег Антонов
- Режиссёр-постановщик: Валерий Ахадов
- Режиссёры: Зульфия Миршакар, Владимир Кислицын
- Оператор-постановщик: Ростислав Пирумов
- Оператор: Иван Савченко
- Художник-постановщик: Татьяна Кольцова
- Художник-фотограф: Александр Сайганов
- Композитор: Дарин Сысоев
- Звукорежиссёр: Алексей Петраков
- Звукооператор: Вячеслав Новосёлов
- Редактор: Татьяна Муштакова
- Продюсер: Сергей Зернов
- Исполнительный продюсер: Светлана Кучмаева
- Каскадёры: Айдар Закиров, Василий Лукьяненко

## Технические данные
- Цветной, звуковой (Dolby Digital)

## Награды и номинации
- 2005 — финалист кинофестиваля «Кинотавр-2005» в номинации Главный приз.
- 2006 — лауреат Международного фестиваля фильмов для детей и юношества в Злине, Чехия (чеш. Mezinárodní festival filmů pro děti a mládež ve Zlíně)

## Критика
Как отмечает кинокритик Василий Корецкий (Time Out Russia): «Наблюдать развитие платонического романа мальчика и девушки довольно неловко актерская игра тут напоминает чрезмерно интимную аллюзию на дочки-матери».
По словам Валерия Кичина, «Валерий Ахадов сделал сильную картину о холодном мире, где нет никакой социальной защиты, и каждый выживает в одиночку, – мире, которому люди не нужны, он ими не интересуется. Это наша новая Россия».
Сергей Кудрявцев утверждает: «Пожалуй, и мотив грабежа с поножовщиной, и отъезд в счастливый край, куда с неизбывной тоской рвались герои Гёте, кажутся перебором в данной городской истории» и оценивает фильм на 6 из 10.